# L'americano (film 1916)
L'americano (The Americano) è un film muto del 1916 diretto da John Emerson. La sceneggiatura, firmata dallo stesso regista e da Anita Loos, si basa su Blaze Derringer, romanzo di Eugene P. Lyle pubblicato a New York nel 1910.

## Trama
All'inizio riluttante a lasciare New York e ad accettare un lavoro come manager della American Mining Company nel paese sudamericano di Paragonia, Blaze Derringer cambia idea non appena incontra Juana de Castalar, la bellissima figlia del presidente di Paragonia. Quando arriva in Paragonia, però, Derringer scopre che Salza Espada, il ministro della guerra, tiene in carcere il presidente. E che anche Juana è tenuta prigioniera a casa sua. La ragazza cerca di fargli avere dei messaggi ma pure Derringer viene arrestato. Per farsi rilasciare, l'americano accetta di fare un annuncio pubblico che annuncia il matrimonio di Juana con Espada e che le miniere saranno riaperte sotto il controllo di Espada. Una volta libero, Derringer riesce a salvare Castalar che stava per essere ucciso, a sventare il colpo di stato dell'usurpatore e a reintegrare nel suo ruolo il presidente. Dal balcone del palazzo presidenziale, Derringer annuncia alla folla sottostante il suo impegno a riaprire le miniere e il suo fidanzamento con Juana.

## Produzione
Il film fu prodotto dalla Fine Arts Film Company con i titoli di lavorazione Mr. Breeze e The Pet of Paragonia.

## Distribuzione
Distribuito dalla Triangle Distributing, il film uscì nelle sale statunitensi il 24 dicembre 1916. In Danimarca, uscì il 7 aprile 1919 con il titolo Helten fra USA; in Finlandia, il 23 febbraio 1920. La Tri-Stone Pictures distribuì il 1º luglio 1923 una riedizione del film.

### Conservazione
Copie complete della pellicola si trovano conservate negli archivi del George Eastman House di Rochester, in quelli della Library of Congress di Washington, della Cineteca Italiana di Milano, dell'UCLA Film And Television Archive di Los Angeles, del Pacific Film Archive di Berkeley.